# Да Силва, Данило Луис
Дани́ло, полное имя Дани́ло Луи́с да Си́лва (порт. Danilo Luiz da Silva; род. 15 июля 1991[…], Бикас) — бразильский футболист, правый защитник клуба «Фламенго» и капитан сборной Бразилии.
Является воспитанником «Америка Минейро», в 2009 году дебютировал в бразильской Серии A, а уже в следующем году оказался в «Сантосе». Вместе с этим клубом пережил последнюю золотую эпоху, становился чемпионом штата Сан-Паулу и победителем Кубка Либертадорес. В 2011 году перешёл в «Порту» за 13 миллионов евро, став вторым самым дорогим игроком в истории «драконов». В «Порту» провёл три сезона, дважды выигрывал чемпионат Португалии и доходил до четвертьфинала Лиги чемпионов. Летом 2015 года за 32 миллиона евро перебрался в мадридский «Реал», с которым в первом же сезоне стал победителем Лиги чемпионов.
В сборной Бразилии выступает с 2011 года. С командой до 20 лет выигрывал чемпионаты Южной Америки и мира, а с олимпийской сборной выходил в финал лондонских игр.
Один из двух в истории футболистов, которому удалось выиграть английскую Премьер-лигу, испанскую Примеру и итальянскую Серию А (ранее него подобного достиг португалец Криштиану Роналду).

## Клубная карьера
Является воспитанником футбольного клуба «Америка Минейро» из Белу-Оризонти. В 2009 году дебютировал с этой командой на взрослом уровне в рамках чемпионата штата. По итогам сезона стал победителем Серии C и был признан лучшим игроком Лиги Минейро.

### «Сантос»
В мае 2010 года игрок подписал контракт с «Сантосом». «Рыбы» выкупили 37,5 % прав на игрока за 1,2 миллиона евро, а ещё 37,5 процентов достались инвестиционной компании. На протяжении большей части своего первого сезона в новом клубе Данило был своеобразным 12-м игроком, часто выходя на замену во втором тайме с целью укрепить оборону или же усилить фланговую игру, чтобы усилить давление на соперника.
В 2011 году Данило стал прочным игроком основы «Сантоса», а после победы клуба в Кубке Либертадорес (причём, в ответном финале Данило забил второй гол в ворота «Пеньяроля», который в итоге оказался победным) за ним устроили «охоту» ведущие португальские клубы — «Порту» и «Бенфика».

### «Порту»
В январе 2012 года Данило был продан в «Порту» за 13 млн евро, став, таким образом, вторым по дороговизне игроком «драконов» (Халк был куплен за 19 млн евро). Сумма отступных за бразильца составляла 50 млн евро. К «Порту» Данило присоединился в декабре 2011 года, после окончания Клубного чемпионата мира. 22 января бразилец дебютировал в новой команде в поединке против «Витории Гимарайнш». Изначально он являлся дублёром Кристиана Сэпунару, однако уже со следующего сезона стал первым выбором главного тренера «драконов» Виктора Перейры.
В следующих трех сезонах Данило проводил в среднем по 45—48 матчей, добираясь с «Порту» до решающих стадий национальных и европейских кубков. Он эффективно подключался к атакам «драконов», много забивал и раздавал голевые передачи. Также Данило стал основным исполнителем стандартов, отличившись несколькими красивыми мячами с дальних дистанций. Как и любой другой игрок «Порту», сумевший заиграть в основе, Данило быстро попал в сферу интересов европейских грандов. Все началось с «Зенита» и «Шахтёра», затем игрок попал в сферу интересов «Реала», «Наполи» и «Барселоны». Постепенно обычный интерес перерос в конкретные предложения. В связи с ограничением трансферной политики, наложенном на «Барселону», к зиме 2015 года «Реал» остался единственным претендентом на Данило. Вскоре агент игрока сообщил о ведущих переговорах с Мадридом.

### «Реал Мадрид»
1 апреля 2015 года за 31,5 млн евро перешёл в мадридский «Реал». В команде он взял 23 номер. Официальный дебют игрока состоялся в матче первого тура Ла Лиги 2015/16 против «Спортинга» (0:0). Первый гол за «Реал» забил 24 октября 2015 года в матче против «Сельты». Вскоре он отметился двумя голевыми передачами в поединке Лиги чемпионов против «Мальмё» (8:0) и голом в разгромном поединке против «Райо Вальекано» (10:2). Однако из-за своей любви к атакам бразилец часто не успевал возвращаться в оборону, из-за чего подвергался критике. После прихода на тренерский мостик Зинедина Зидана Данило стал делить игровое время с Дани Карвахалем, выходя в стартовом составе через матч. Он отметился ещё пятью результативными передачами, а всего в дебютном сезоне набрал 10 очков по системе гол+пас. В мадридском финале Лиги чемпионов остался на скамейке запасных, выйдя на поле незадолго до истечения основного времени. После окончания сезона Данило заявил, что последние недели играл через боль, поэтому в скором времени ему потребуется операция на лодыжке. 10 июня бразилец был успешно прооперирован, ориентировочный срок полного восстановления — два месяца.
Сезон 2016/17 стал самым успешным в карьере бразильского защитника. Данило провёл за сезон 56 матчей во всех турнирах и помог «Реалу» одержать победу в клубном чемпионате мира, чемпионате Испании и в Лиге чемпионов.

### «Манчестер Сити»
23 июля 2017 года перешел в «Манчестер Сити». Футболист подписал контракт с «горожанами» на пять лет. Сумма сделки составила 35 млн евро. За два года в Англии Данило сумел выиграть шесть трофеев, включая две победы в чемпионате Англии.

### «Ювентус»
7 августа 2019 года перешел в «Ювентус». Футболист подписал контракт со «старой синьорой» на пять лет. Сумма сделки составила 37 млн евро.

## Международная карьера
14 сентября 2011 года Данило дебютировал в национальной сборной Бразилии. Он провёл весь матч против сборной Аргентины в рамках первой игры за Кубка Рока.

## Статистика

### Клубная статистика
| Выступление      | Выступление      | Выступление      | Лига | Лига | Кубки | Кубки | Еврокубки | Еврокубки | Остальные | Остальные | Итого | Итого |
| Клуб             | Лига             | Сезон            | Игры | Голы | Игры  | Голы  | Игры      | Голы      | Игры      | Голы      | Игры  | Голы  |
| ---------------- | ---------------- | ---------------- | ---- | ---- | ----- | ----- | --------- | --------- | --------- | --------- | ----- | ----- |
| Сантос           | Серия А          | 2010             | 26   | 4    | 0     | 0     | 0         | 0         | 0         | 0         | 26    | 4     |
| Сантос           | Серия А          | 2011             | 23   | 1    | 0     | 0     | 14        | 4         | 13        | 0         | 50    | 5     |
| Сантос           | Итого            | Итого            | 49   | 5    | 0     | 0     | 14        | 4         | 13        | 0         | 76    | 9     |
| Порту            | Лига Сагриш      | 2011/12          | 6    | 0    | 1     | 0     | 1         | 0         | 0         | 0         | 8     | 0     |
| Порту            | Лига Сагриш      | 2012/13          | 28   | 2    | 8     | 1     | 7         | 0         | 0         | 0         | 43    | 3     |
| Порту            | Лига Сагриш      | 2013/14          | 28   | 3    | 9     | 0     | 12        | 0         | 0         | 0         | 49    | 3     |
| Порту            | Лига Сагриш      | 2014/15          | 29   | 6    | 2     | 0     | 10        | 1         | 0         | 0         | 41    | 7     |
| Порту            | Итого            | Итого            | 91   | 11   | 20    | 1     | 30        | 1         | 0         | 0         | 141   | 13    |
| Реал Мадрид      | Примера          | 2015/16          | 24   | 2    | 0     | 0     | 7         | 0         | 0         | 0         | 31    | 2     |
| Реал Мадрид      | Примера          | 2016/17          | 17   | 1    | 5     | 0     | 3         | 0         | 0         | 0         | 25    | 1     |
| Реал Мадрид      | Итого            | Итого            | 41   | 3    | 5     | 0     | 10        | 0         | 0         | 0         | 56    | 3     |
| Манчестер Сити   | Премьер-лига     | 2017/18          | 23   | 3    | 9     | 0     | 6         | 0         | 0         | 0         | 38    | 3     |
| Манчестер Сити   | Премьер-лига     | 2018/19          | 11   | 1    | 9     | 0     | 2         | 0         | 0         | 0         | 22    | 1     |
| Манчестер Сити   | Итого            | Итого            | 34   | 4    | 18    | 0     | 8         | 0         | 0         | 0         | 60    | 4     |
| Ювентус          | Серия А          | 2019/20          | 22   | 2    | 4     | 0     | 6         | 0         | 0         | 0         | 32    | 2     |
| Ювентус          | Серия А          | 2020/21          | 34   | 1    | 5     | 0     | 7         | 0         | 0         | 0         | 46    | 1     |
| Ювентус          | Серия А          | 2021/22          | 22   | 1    | 4     | 1     | 5         | 0         | 0         | 0         | 31    | 2     |
| Ювентус          | Серия А          | 2022/23          | 37   | 3    | 4     | 0     | 13        | 0         | 0         | 0         | 54    | 3     |
| Ювентус          | Серия А          | 2023/24          | 29   | 1    | 5     | 0     | 0         | 0         | 0         | 0         | 34    | 1     |
| Ювентус          | Серия А          | 2024/25          | 1    | 0    | 0     | 0     | 0         | 0         | 0         | 0         | 1     | 0     |
| Ювентус          | Итого            | Итого            | 145  | 8    | 22    | 1     | 31        | 0         | 0         | 0         | 198   | 9     |
| Всего за карьеру | Всего за карьеру | Всего за карьеру | 360  | 31   | 65    | 2     | 93        | 5         | 13        | 0         | 531   | 38    |

### Матчи за сборную
| №  | Дата             | Оппонент   | Счёт | Голы | Соревнование            |
| -- | ---------------- | ---------- | ---- | ---- | ----------------------- |
| 1  | 14 сентября 2011 | Аргентина  | 0:0  | —    | Товарищеский матч       |
| 2  | 29 сентября 2011 | Аргентина  | 2:0  | —    | Товарищеский матч       |
| 3  | 26 мая 2012      | Дания      | 3:1  | —    | Товарищеский матч       |
| 4  | 30 мая 2012      | США        | 4:1  | —    | Товарищеский матч       |
| 5  | 3 июня 2012      | Мексика    | 0:2  | —    | Товарищеский матч       |
| 6  | 9 июня 2012      | Аргентина  | 3:4  | —    | Товарищеский матч       |
| 7  | 9 сентября 2014  | Эквадор    | 1:0  | —    | Товарищеский матч       |
| 8  | 11 октября 2014  | Аргентина  | 2:0  | —    | Товарищеский матч       |
| 9  | 14 октября 2014  | Япония     | 4:0  | —    | Товарищеский матч       |
| 10 | 12 ноября 2014   | Турция     | 4:0  | —    | Товарищеский матч       |
| 11 | 18 ноября 2014   | Австрия    | 2:1  | —    | Товарищеский матч       |
| 12 | 26 марта 2015    | Франция    | 3:1  | —    | Товарищеский матч       |
| 13 | 29 марта 2015    | Чили       | 1:0  | —    | Товарищеский матч       |
| 14 | 7 июня 2015      | Мексика    | 2:0  | —    | Товарищеский матч       |
| 15 | 5 сентября 2015  | Коста-Рика | 1:0  | —    | Товарищеский матч       |
| 16 | 10 ноября 2017   | Япония     | 3:1  | —    | Товарищеский матч       |
| 17 | 3 июня 2018      | Хорватия   | 2:0  | —    | Товарищеский матч       |
| 18 | 10 июня 2018     | Австрия    | 3:0  | —    | Товарищеский матч       |
| 19 | 17 июня 2018     | Швейцария  | 1:1  | —    | Финальные матчи ЧМ-2018 |
| 20 | 16 октября 2018  | Аргентина  | 1:0  | —    | Товарищеский матч       |
| 21 | 16 ноября 2018   | Уругвай    | 1:0  | —    | Товарищеский матч       |
| 22 | 20 ноября 2018   | Камерун    | 1:0  | —    | Товарищеский матч       |

Итого: сыграно матчей: 22 / забито голов: 0; победы: 18, ничьи: 2, поражения: 2.

## Достижения
«Порту»
- Чемпион Португалии (2): 2011/12, 2012/13

«Атлетико Минейро»
- Чемпион Бразилии (Серия C): 2009

«Сантос»
- Чемпион Лиги Паулисты: 2011
- Обладатель Кубка Либертадорес: 2011

«Реал Мадрид»
- Чемпион Испании: 2016/17
- Победитель Лиги чемпионов УЕФА (2): 2015/16, 2016/17
- Обладатель Суперкубка УЕФА: 2016

«Манчестер Сити»
- Чемпион Англии (2): 2017/18, 2018/19
- Обладатель Кубка Англии: 2018/19
- Обладатель Кубка Футбольной лиги (2): 2017/18, 2018/19
- Обладатель Суперкубка Англии: 2018

«Ювентус»
- Чемпион Италии: 2019/20
- Обладатель Кубка Италии (2): 2020/21, 2023/24

«Фламенго»
- Обладатель Суперкубка Бразилии: 2025

Сборная Бразилии
- Чемпион Южной Америки среди молодёжных команд: 2011
- Серебряный призёр Олимпийских игр: 2012
- Серебряный призёр Кубка Америки по футболу: 2021